# John Wallis (editore)
John Wallis (1745 – 1818) è stato un editore e cartografo inglese noto per la pubblicazione di mappe, giochi da tavolo educativi e materiali didattici tra la fine del XVIII e l'inizio del XIX secolo .

## Biografia
John Wallis nacque nel 1745 nel Regno Unito. Fu attivo come editore e libraio a Londra, specializzandosi nella produzione di giochi da tavolo educativi e mappe geografiche destinate a un pubblico generale e scolastico . Nel 1813 fondò la casa editrice Wallis and Son insieme al figlio Edward Wallis, ampliando la produzione di materiali educativi e cartografici .
Wallis divenne uno dei più prolifici editori di giochi da tavolo dell’epoca, contribuendo alla diffusione di giochi educativi basati sulla geografia, la storia e la cultura generale .
Morì nel 1818, lasciando un'importante eredità nel campo della cartografia e dell’editoria didattica .

## Attività cartografica

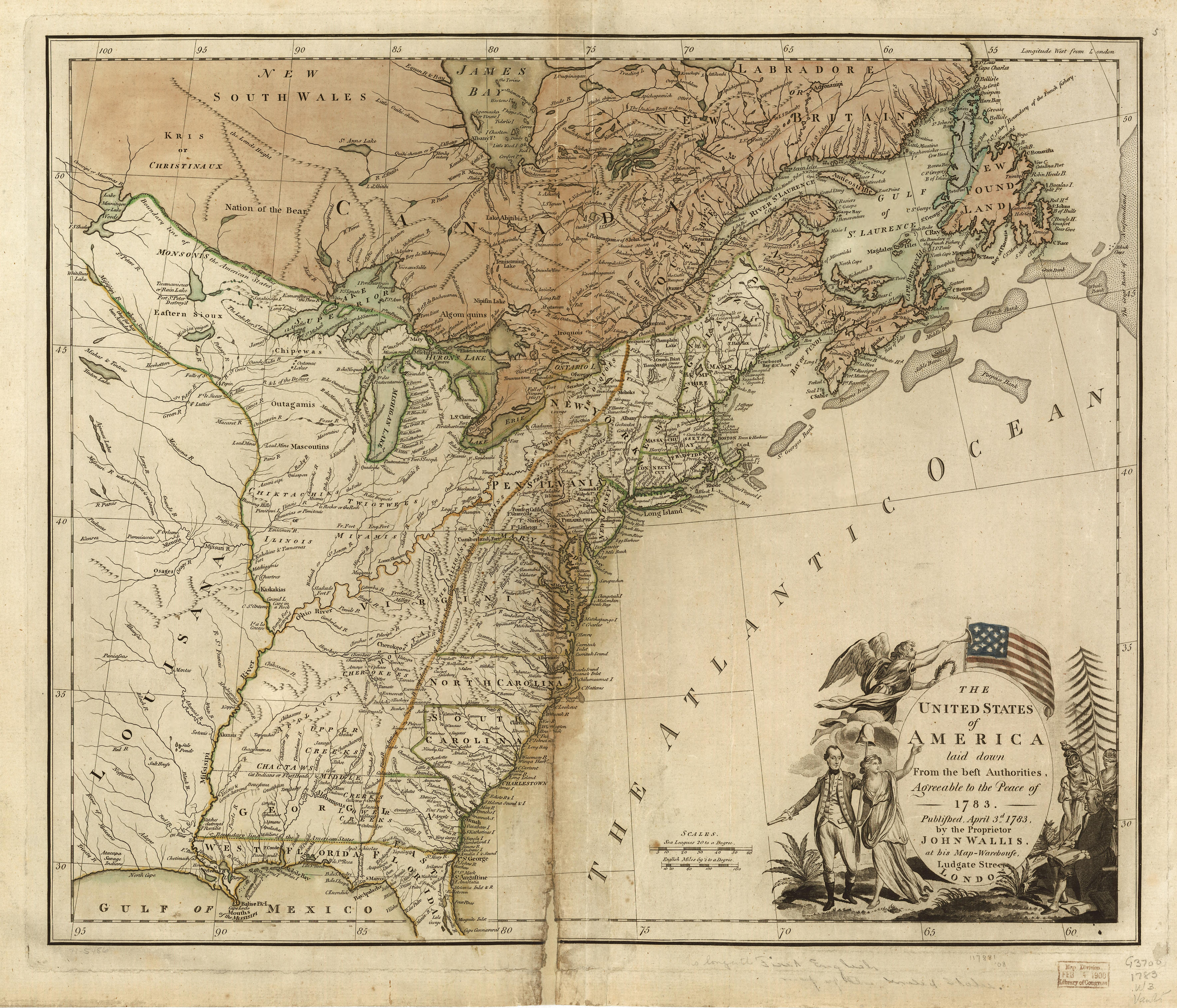
The United States of America, laid down from the best authorities, agreeable to the peace of 1783

John Wallis pubblicò diverse mappe e atlanti, molti dei quali si concentravano sugli Stati Uniti e sull'Europa . Tra le sue opere più significative si trova The United States of America laid down from the best authorities, agreeable to the Peace of 1783, pubblicata a Londra nel 1783 . Questa mappa fu una delle prime rappresentazioni cartografiche degli Stati Uniti dopo la firma del Trattato di Parigi, che sancì l'indipendenza delle tredici colonie dalla Gran Bretagna .
La mappa evidenzia i confini degli stati americani, le terre dei nativi americani e i possedimenti francesi e spagnoli, offrendo uno sguardo sulle conoscenze geografiche dell’epoca . Il cartiglio decorativo presenta figure simboliche, tra cui George Washington e Benjamin Franklin accanto alla dea Atena, alla Giustizia e alla Libertà .
Oltre alle mappe, Wallis pubblicò atlanti portatili e mappe sezionate di Londra e di altre regioni britanniche .

## Giochi da tavolo educativi
Uno degli aspetti più distintivi della produzione di John Wallis fu lo sviluppo di giochi da tavolo educativi . Tra i più noti vi è Wallis's Complete Voyage Round the World: A New Geographical Pastime (1796), un gioco progettato per insegnare la geografia attraverso un viaggio immaginario intorno al mondo . Il tabellone del gioco presenta una mappa del mondo a doppio emisfero con destinazioni numerate, e i giocatori avanzano rispondendo a domande e superando sfide geografiche .
I giochi di Wallis erano destinati a un pubblico giovane e avevano l'obiettivo di rendere l'apprendimento più coinvolgente. La sua produzione include giochi su storia, politica e cultura generale, molti dei quali vennero ristampati e adattati nel corso degli anni .

## Eredità
John Wallis è ricordato come uno dei pionieri nella combinazione di educazione e intrattenimento attraverso mappe e giochi didattici . Le sue opere continuano a essere oggetto di studio per la loro importanza nella cartografia del XVIII secolo e per il loro contributo alla didattica . Le sue mappe sono oggi conservate in istituzioni prestigiose, tra cui la Library of Congress, il Norman B. Leventhal Map & Education Center e collezioni private specializzate in cartografia antica .